# Nazionale maschile di hockey su pista del Giappone
La nazionale di hockey su pista del Giappone è la selezione maschile di hockey su pista che rappresenta il Giappone in ambito internazionale.

Attiva dal 1964, opera sotto la giurisdizione della Federazione di pattinaggio del Giappone.

Al 31 dicembre 2015 occupa il 45º posto nel ranking  FIRS.

## Palmares
Roller Hockey Asia Cup: 4
-  1º posto: 1989, 1995, 1999, 2010
-  2º posto: 1997, 2004, 2005, 2007, 2009
-  3º posto: 1987, 1991, 2001, 2014

## Risultati

### Campionato del mondo
| Edizione | Sede/i                         | Piazzamento      | G  | V | N | P  |      |
| 1936     | Stoccarda                      | Non partecipante | -  | - | - | -  | n.d. |
| 1939     | Montreux                       | Non partecipante | -  | - | - | -  | n.d. |
| 1947     | Lisbona                        | Non partecipante | -  | - | - | -  | n.d. |
| 1948     | Montreux                       | Non partecipante | -  | - | - | -  | n.d. |
| 1949     | Lisbona                        | Non partecipante | -  | - | - | -  | n.d. |
| 1950     | Milano                         | Non partecipante | -  | - | - | -  | n.d. |
| 1951     | Barcellona                     | Non partecipante | -  | - | - | -  | n.d. |
| 1952     | Porto                          | Non partecipante | -  | - | - | -  | n.d. |
| 1953     | Ginevra                        | Non partecipante | -  | - | - | -  | n.d. |
| 1954     | Barcellona                     | Non partecipante | -  | - | - | -  | n.d. |
| 1955     | Milano                         | Non partecipante | -  | - | - | -  | n.d. |
| 1956     | Porto                          | Non partecipante | -  | - | - | -  | n.d. |
| 1958     | Porto                          | Non partecipante | -  | - | - | -  | n.d. |
| 1960     | Madrid                         | Non partecipante | -  | - | - | -  | n.d. |
| 1962     | Santiago del Cile              | Non partecipante | -  | - | - | -  | n.d. |
| 1964     | Barcellona                     | 10º posto        | 9  | 0 | 0 | 9  | Rosa |
| 1966     | San Paolo                      | Non partecipante | -  | - | - | -  | n.d. |
| 1968     | Porto                          | 10º posto        | 9  | 0 | 0 | 9  | Rosa |
| 1970     | San Juan                       | 11º posto        | 10 | 0 | 0 | 10 | Rosa |
| 1972     | La Coruña                      | 12º posto        | 11 | 0 | 0 | 11 | Rosa |
| 1974     | Lisbona                        | Non partecipante | -  | - | - | -  | n.d. |
| 1976     | Oviedo                         | 12º posto        | 11 | 0 | 0 | 11 | Rosa |
| 1978     | San Juan                       | 12º posto        | 11 | 0 | 0 | 11 | Rosa |
| 1980     | Talcahuano e Santiago del Cile | 15º posto        | 10 | 2 | 1 | 7  | Rosa |
| 1982     | Barcelos e Lisbona             | 18º posto        | 14 | 4 | 0 | 10 | Rosa |
| 1984     | Novara                         | Non partecipante | -  | - | - | -  | n.d. |
| 1986     | Sertãozinho                    | Non partecipante | -  | - | - | -  | n.d. |
| 1988     | La Coruña                      | Non partecipante | -  | - | - | -  | n.d. |
| 1989     | San Juan                       | Non partecipante | -  | - | - | -  | n.d. |
| 1991     | Braga e Porto                  | Non partecipante | -  | - | - | -  | n.d. |
| 1993     | Bassano, Lodi e Sesto S.G.     | Non partecipante | -  | - | - | -  | n.d. |
| 1995     | Recife                         | Non partecipante | -  | - | - | -  | n.d. |
| 1997     | Wuppertal                      | Non partecipante | -  | - | - | -  | n.d. |
| 1999     | Reus                           | Non partecipante | -  | - | - | -  | n.d. |
| 2001     | San Juan                       | Non partecipante | -  | - | - | -  | n.d. |
| 2003     | Oliveira de Azeméis            | Non partecipante | -  | - | - | -  | n.d. |
| 2005     | San Jose                       | Non partecipante | -  | - | - | -  | n.d. |
| 2007     | Montreux                       | Non partecipante | -  | - | - | -  | n.d. |
| 2009     | Pontevedra e Vigo              | Non partecipante | -  | - | - | -  | n.d. |
| 2011     | San Juan                       | Non partecipante | -  | - | - | -  | n.d. |
| 2013     | Luanda e Namibe                | Non partecipante | -  | - | - | -  | n.d. |
| 2015     | La Roche-sur-Yon               | Non partecipante | -  | - | - | -  | n.d. |

### Campionato del mondo B
| Edizione | Sede/i            | Piazzamento      | G  | V | N | P |      |
| 1984     | Parigi            | 10º posto        | 10 | 0 | 2 | 8 | Rosa |
| 1986     | Città del Messico | 8º posto         | 8  | 1 | 0 | 7 | Rosa |
| 1988     | Bogotà            | 9º posto         | 8  | 3 | 1 | 4 | Rosa |
| 1990     | Macao             | 15º posto        | 9  | 4 | 0 | 5 | Rosa |
| 1992     | Andorra la Vella  | 13º posto        | 7  | 3 | 1 | 3 | Rosa |
| 1994     | Santiago del Cile | 12º posto        | 6  | 1 | 0 | 5 | Rosa |
| 1996     | Veracruz          | 13º posto        | 9  | 2 | 0 | 7 | Rosa |
| 1998     | Macao             | 8º posto         | 7  | 2 | 0 | 5 | Rosa |
| 2000     | Chatham           | 10º posto        | 6  | 3 | 1 | 2 | Rosa |
| 2002     | Montevideo        | Non partecipante | -  | - | - | - | n.d. |
| 2004     | Macao             | 9º posto         | 7  | 3 | 0 | 4 | Rosa |
| 2006     | Montevideo        | Non partecipante | -  | - | - | - | n.d. |
| 2008     | Vanderbijlpark    | Non partecipante | -  | - | - | - | n.d. |
| 2010     | Dornbirn          | 11º posto        | 8  | 2 | 0 | 6 | Rosa |
| 2012     | Canelones         | Non partecipante | -  | - | - | - | n.d. |
| 2014     | Canelones         | Non partecipante | -  | - | - | - | n.d. |

### Roller Hockey Asia Cup
| Edizione | Sede/i    | Piazzamento      | G | V | N | P |      |
| 1987     | Suwon     | 3º posto         | 5 | 3 | 0 | 2 | Rosa |
| 1989     | ?         | Campione         | - | - | - | - | Rosa |
| 1991     | Macao     | 3º posto         | 6 | 4 | 0 | 2 | Rosa |
| 1995     | Nagano    | Campione         | - | - | - | - | Rosa |
| 1997     | Gangneung | 2º posto         | - | - | - | - | Rosa |
| 1999     | Shanghai  | Campione         | - | - | - | - | Rosa |
| 2001     | Taitung   | 3º posto         | - | - | - | - | Rosa |
| 2004     | Akita     | 2º posto         | - | - | - | - | Rosa |
| 2005     | Jeonju    | 2º posto         | - | - | - | - | Rosa |
| 2007     | Calcutta  | 2º posto         | - | - | - | - | Rosa |
| 2009     | Dalian    | 2º posto         | 3 | 2 | 1 | 0 | Rosa |
| 2010     | Taipei    | Campione         | 3 | 2 | 0 | 1 | Rosa |
| 2012     | Hefei     | Non partecipante | - | - | - | - | n.d. |
| 2014     | Haining   | 3º posto         | 5 | 1 | 1 | 3 | Rosa |